# Roslagens luftvärnskår

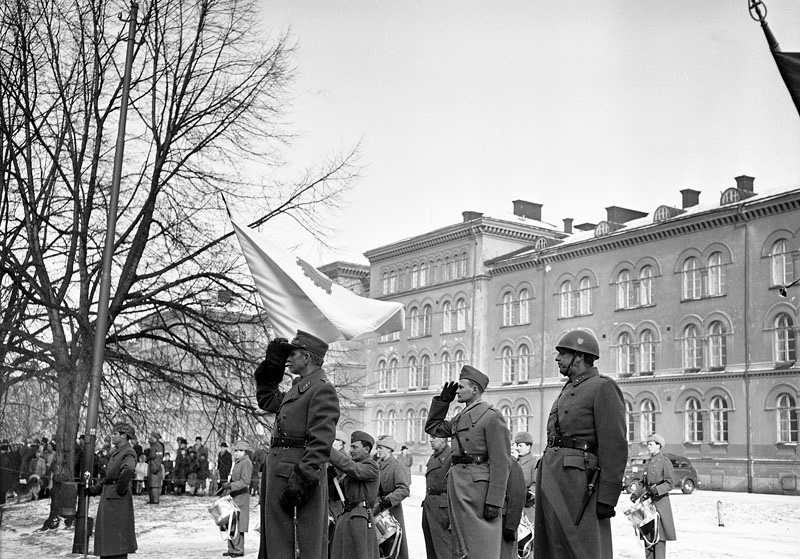
Förbandets förbimarsch för milobefälhavaren i samband med flytt från Linnégatan 89, Garnisonen.

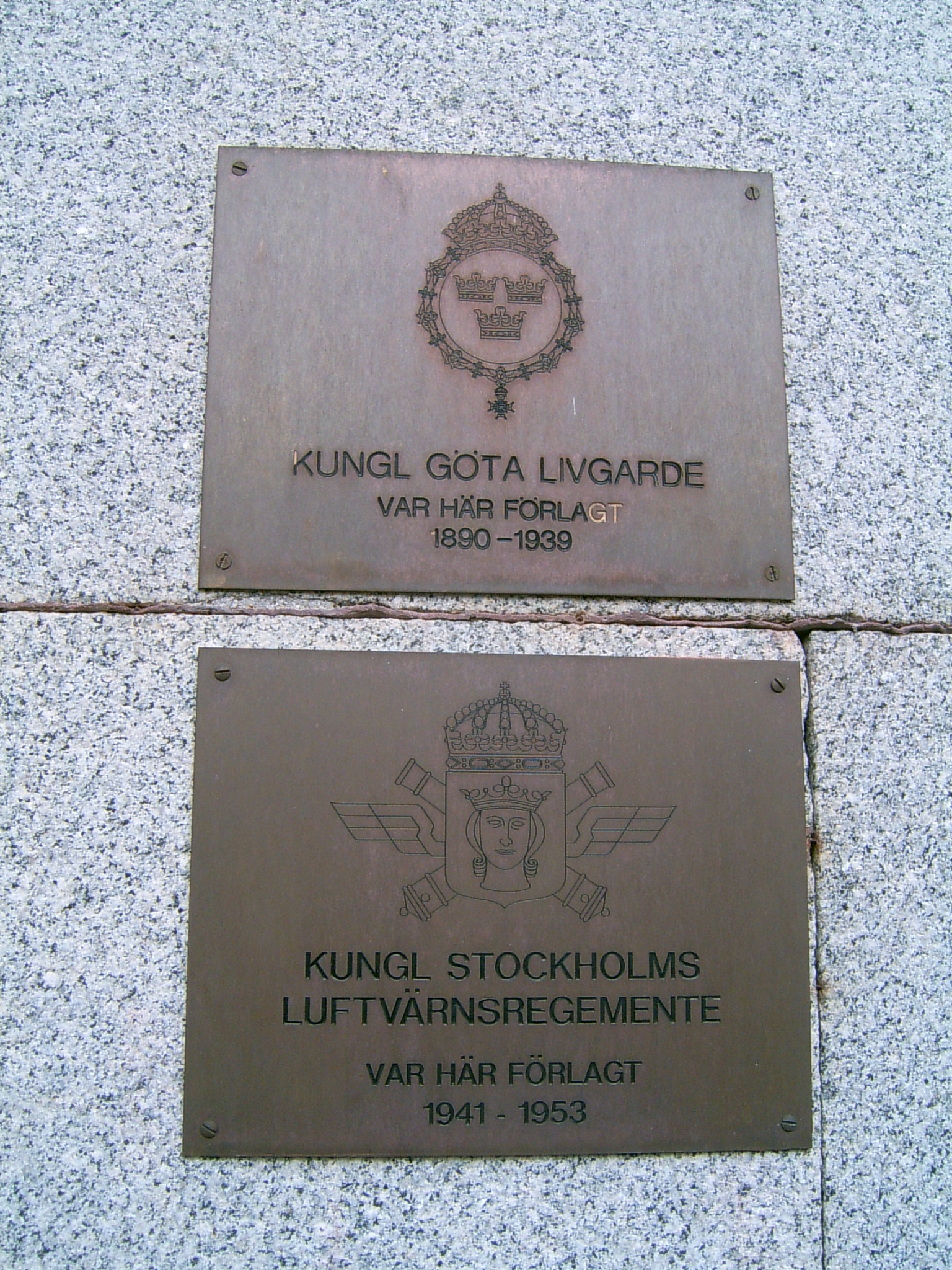
Skylt för Stockholms luftvärnsregemente tillsammans med Göta livgarde vid dess gamla kaserner vid Linnégatan i Stockholm.

Roslagens luftvärnskår (Lv 3) var ett luftvärnsförband inom svenska armén som verkade i olika former åren 1941–2000. Förbandsledningen var förlagd i Norrtälje garnison i Norrtälje.

## Historia

### Bildandet
Förbandet uppsattes den 1 oktober 1941 genom att Östgöta luftvärnsartilleriregementes detachement i Stockholm avskildes från Östgöta luftvärnsartilleriregemente och bildade ett självständigt förband under namnet Stockholms luftvärnsregemente (A 11). Som ett led i försvarsbeslutet 1942 överfördes regementet 1942 till det nyuppsatta truppslaget Luftvärnet som Stockholms luftvärnsregemente (Lv 3). Ett batteri ur regementet detacherades till Gotland 1944 under beteckningen Lv 3 G. 

### Flytten till Norrtälje
I regeringens proposition 1945:189 föreslog regeringen att Stockholms luftvärnsregemente skulle omlokaliseras till Norrtälje. Bakgrunden till förslaget var att bland annat att det fanns en önskvärdhet från det civila samhället att få disponera försvarets kasernetablissement på Linnégatan för bostadsbebyggelse och andra civila ändamål. Stockholms luftvärnsregemente var det enda kvarvarande förband vid kasernetablissementet. För att öppna upp platsen för det civila samhället, var en förutsättning att nytt kasernetablissement iordningställes för luftvärnsregementet på annan plats. Arméns fortifikationsförvaltning fick i uppdrag att undersöka tre alternativ som ny förläggningsort. Alternativ 1 utgjordes av ett område söder om Ullnasjön, i det som idag är stadsdelen Arninge cirka 2 mil nordost öm Stockholm. Alternativ 2 utgjordes av område omkring Görvälns slott i Järfälla kommun, cirka 2,5 mil nordväst om Stockholm. Alternativ 3 utgjordes av det så kallade Tegelhagsområdet på Järvafältets östra del i Sollentuna kommun. Arméchefen lät fortifikationsförvaltningen undersöka ett fjärde alternativ, vilket utgjordes av Lommarskogsområdet, Nordronaområdet och Mellingeholmsområdet söder om Norrtälje. Fortifikationsförvaltningen ansåg att alternativ 4, det vill säga Norrtälje, uppfyllde alla de krav som ställdes gällande övningsterräng och förläggningsområde. Vidare ansågs även Norrtälje utgöra det billigaste alternativet, då en förläggning till Norrtälje beräknades, enligt prisläget 1944, kosta cirka 16 miljoner kronor. En kostnad som låg mellan 1 och 3 miljoner under de tre andra alternativen.
Den 1 juli 1952 påbörjades en omlokalisering av regementet till Norrtälje, varvid Gotlandsbatteriet överfördes till Östgöta luftvärnsregemente (Lv 2) under beteckningen Lv 2 G. När omlokaliseringen till Norrtälje var fullt genomförd namnändrades regementet till Roslagens luftvärnsregemente (Lv 3).

### OLLI-reformen
I samband med OLLI-reformen vilken genomfördes inom försvaret mellan åren 1973 och 1975, sammanslogs Livgardets dragoner (K 1) med Stockholms försvarsområde (Fo 44) och bildade 1975 försvarsområdesregemente K 1/Fo 44. Detta medförde att Roslagens luftvärnsregemente som ingick i Stockholms försvarsområde kom att bli ett B-förband (utbildningsregemente), och dess mobiliserings- och materialansvar överfördes till Livgardets dragoner, som blev ett A-förband (försvarsområdesregemente).

### 1974 års regeringsform
I samband med att 1974 års regeringsform trädde i kraft den 1 januari 1975, ändrades namnet från Kungliga Roslagens luftvärnsregemente till enbart Roslagens luftvärnsregemente. Samtidigt fråntogs Konungen den formella rollen som högste befälhavare för krigsmakten, vilket även kom att gälla rollen som förbandschef över gardesförbanden.

### Försvarsbesluten
Genom försvarsbeslutet 1992 beslutades att samtliga utbildningsregementen som ej uppsatte ett krigsförband i regementsstorlek, ej heller skulle benämnas regemente. Detta då regeringen ansåg att grundorganisationen skulle spegla krigsorganisationen. I samband med detta reducerades regementet den 1 juli 1994 till kår och återfick sitt gamla namn Roslagens luftvärnskår (Lv 3).
Genom försvarsbeslutet 2000 ansåg regeringen att endast fyra luftvärnsbataljoner behövdes i den framtida insatsorganisationen. Vad som stod helt klart inför försvarsbeslutet var att avveckla Gotlands luftvärnskår (Lv 2) samt reducera Norrlands luftvärnskår (Lv 7) till en bataljon och inordna den under Norrbottens regemente, detta då verksamheten vid Gotlands luftvärnskår ansågs alltför begränsad för att kunna utvecklas till en samlad enhet för landets luftvärn och för Norrlands luftvärnskår bedömde regeringen att det skulle ge allvarliga kompetensförluster i det korta perspektivet att lokalisera hela luftvärnsfunktionen till Boden.
Valet stod mellan att behålla Roslagens luftvärnskår (Lv 3) i Norrtälje eller Göta luftvärnskår (Lv 6) i Halmstad som huvudalternativ för den framtida luftvärnsutbildningen. Vad som talade för att behålla Roslagens luftvärnskår var bland annat goda övningsområdena samt att Luftvärnets stridsskola (LvSS) var lokaliserad i Norrtälje, vilken även hade en försöksplats på Väddö skjutfält. Vad som talade för en avveckling av Roslagens luftvärnskår var behovet av att bygga upp kompetens för robotsystem 77/97 samt att kåren var en isolerad organisationsenhet med begränsade möjligheter till garnisonssamordning. Detta var något som ansågs vara en fördel för Göta luftvärnskår då den redan ingick i en garnison som inrymde både Militärhögskola samt Försvarsmaktens Halmstadsskolor. Regeringen ansåg samtidigt att man var tvungen att väga in att kåren påverkats i de två tidigare försvarsbesluten, dels genom omlokaliseringen från Göteborg och dels genom att man övertagit delar av luftvärnsutbildningen från Skånska luftvärnskåren (Lv 4) som avvecklades genom försvarsbeslutet 1996. Till det som talade för en avveckling av Göta luftvärnskår var begränsade skjutfältsmöjligheter vid skjutfältet Ringenäs samt stora investeringskostnader i Halmstad för att omlokalisera Luftvärnets stridsskola till Halmstad.
Regeringen bedömde att synergieffekter med förband och skolor var bäst i Halmstad jämfört med Norrtälje. Samtidigt ansåg regeringen att Roslagens luftvärnskår hade bäst förutsättningar för luftvärnsutbildning, ur ett rent luftvärnsperspektiv, men Göta luftvärnskår bedömdes av regeringen ha tillräckligt goda förutsättningar för fortsatt luftvärnsutbildning. Regeringen kom i sin proposition gällande försvarsbeslutet 2000 därför att avveckla Roslagens luftvärnskår samt behålla Göta luftvärnskår då Göta luftvärnskår hade en större och bättre möjlighet till garnisonssamordning med en utbyggd infrastruktur för att klara en ökad mekanisering av luftvärnet.
Med försvarsbeslutet koncentrerades utbildningen av luftvärnet till fyra luftvärnsbataljoner, tre i Halmstad samt till Norrlands luftvärnsbataljon i Boden. Genom att Göta luftvärnskår blev en samlad enhet för landets luftvärn, innehållande tre luftvärnsbataljoner samt Luftvärnets stridsskola, upphöjdes kåren till regemente, och antog den 1 juli 2000 det nya namnet Luftvärnsregementet (Lv 6).
Roslagens luftvärnskår avvecklades och upplöstes den 30 juni 2000. Från den 1 juli 2000 övergick verksamheten till en avvecklingsorganisation, benämnd Avvecklingsorganisation Norrtälje, fram till att avvecklingen skulle vara slutförd senast den 31 december 2001. Avvecklingsorganisationen upplöstes i sin tur den 30 juni 2001, då avvecklingen av förbandet var slutförd.

## Verksamhet
Vid Lv 3 utbildades värnpliktiga både för brigader och fördelningar. Bland brigadluftvärnssystemen kan nämnas Infanteriluftvärnskompanier med Robot 69 och Brigadluftvärnskompani med Robot 70. Vid Lv 3 utbildades också så kallade MekLv- och PLv-kompanier för de mekaniserade brigaderna och pansarbrigaderna. MekLv- och PLv-kompanierna var utrustade med Robot 70 monterade i Luftvärnsrobotbandvagn 701.
Fördelningsluftvärnsförband som utbildats vid Lv 3 består bland annat av Luftvärnskompani 48. Dessa kompanier var utrustade med 40 mm Luftvärnsautomatkanon m/48 (LvAkan m/48) fjärrstyrd med till exempel Sikte 48 samt Centralinstrumentering 760 och Centralinstrumentering 790. Vid Lv 3 utbildades också Luftvärnsautomatkanonkompanier med 40 mm LvAkan m/48, men utan sikte/centralinstrument.

## Ingående enheter

### Luftvärnsskjutskolan
Luftvärnsskjutskolan (LvSS), sedan 1998 benämnd som Luftvärnets stridsskola,  är en fack- och funktionsskola som verkat i olika former sedan 1942. Skolan har som uppgift att utbilda officerare och blivande officerare till luftvärnet. Vidare har skolan som ansvar för att utbilda, vidmakthålla och utveckla förband och vapensystem inom luftvärnet. Skolan var åren 1942–1991 underställd chefen för Roslagens luftvärnsregemente. Sedan den 1 juli 2000 är skolan en del av Luftvärnsregementet i Halmstads garnison.

### Stockholms luftvärnsregementes detachement på Gotland
Stockholms luftvärnsregementes detachement på Gotland, även Stockholms luftvärnsregementes batteri på Gotland, (Lv 3 G) var ett luftvärnsförband som bildades 1944 som ett detachement till Stockholms luftvärnsregemente. I samband med att Stockholms luftvärnsregemente omlokaliserades till Norrtälje, överfördes detachementet organisatoriskt till Östgöta luftvärnsregemente. Efter att Östgöta luftvärnsregemente avvecklades 1963, övertogs dess förbandsbeteckning samt traditioner av det nybildade Gotlands luftvärnsdivision.

## Förläggningar och övningsplatser

### Förläggning
När förbandet bildades förlades förbandet till Göta livgardes tidigare kaserner på Linnégatan. Den 7 april 1952 började regementet flytta in i ett nyuppfört kasernområde i Norrtälje. Den 25 mars 1952 hade regementet en avskedsceremoni i Stockholm, men den svenska örlogsflaggan halades inte förrän den 5 mars 1953, då även staben omlokaliserades till Norrtälje. I Norrtälje hade regementet en inflyttningsceremoni den 8 mars 1952. Fastän inte alla delar var på plats i Norrtälje förrän i mars 1953, så började regementet officiellt verka i Norrtälje den 1 oktober 1952.

### Detachement
Den 1 april 1944 överfördes luftvärnet på Gotland från Kustartilleriet till Stockholms luftvärnsregemente, vilket bildade detachementet Stockholms luftvärnsregementes batteri på Gotland (Lv 3 G). Detachementet var förlagt i ett barackläger vid Söderväg i sydvästra Visby. År 1945 flyttade detachementet i kasern 2 och 3, vilka uppfördes samma år vid Gotlands artillerikårs (A 7) kasernområde vid Östra Hansegatan. Från den 1 november 1952 överfördes detachementet till Östgöta luftvärnsregemente (Lv 2).

### Övningsplatser
Nordrona. Roslagens luftvärnskår disponerade området öster om kasernområdet. Genom att Nordrona-området i öster och norr avgränsas av sjön Lommaren, i söder avgränsas av väg E18 och i väster av kasernområdet var det svårt för allmänheten att komma till området när det inte var övning. På Nordrona fanns bland annat körgård för motorutbildning och en korthållsskjutbana.
Mellingeholm. Söder om Norrtälje, mellan Länsväg 276 mot Åkersberga och sjön Limmaren, disponerade Roslagens luftvärnskår ett område kallat Mellingeholm. På Mellingeholm fanns skjutbana, handgranatsbana och flera platser för olika typer av eld- och underrättelseenheter samt stab- och trossenheter att gruppera på.
Väddö skjutfält. Väddö skjutfält är beläget vid Ytterskär på Väddö, och var det mest frekvent nyttjade skjutfältet vid skarpskjutningar med de luftvärnsförband som utbildades.

## Heraldik och traditioner
Från den juli 2000 förs kårens traditionsarv och standar vidare av Luftvärnsregementet (Lv 6). Norrtälje luftvärnsmuseum, vilket är en ideell förening, har en lokal inne på det tidigare kasernområdet, vars syfte är att bevara minnet av luftvärnet i Norrtälje.

### Förbandsstandar
År 1942 överlämnade kung Gustav V ett förbandsstandar till regementet, vilket fördes av regementet fram till att det avvecklades den 30 juni 2000.

### Utmärkelsetecken
Vid avvecklingen av förbandet instiftades "Roslagens luftvärnskårs minnesmedalj (m/2000) i guld och silver" (RoslvkMGM/MSM) 8:e storleken.

## Förbandschefer
Regementschefer och kårchefer verksamma åren 1941–2000.

- 1941–1949: Överste Hugo Stendahl
- 1949–1956: Överste Edward Malm
- 1956–1964: Överste Sven Hådell
- 1964–1971: Överste Birger Olin
- 1971–1978: Överste Per Sundh
- 1978–1980: Överste Roland Grahn
- 1980–1988: Överste Stig Prinzell
- 1988–1993: Överste Torsten Törnqvist
- 1993–1995: Överste Stig Schyldt
- 1995–2000: Överste Gerhard Lilliestierna

## Namn, beteckning och förläggningsort
| Kungl. Stockholms luftvärnsartilleriregemente | 1941-10-01 | – | 1942-09-30 |
| Kungl. Stockholms luftvärnsregemente          | 1942-10-01 | – | 1957-06-30 |
| Kungl. Roslagens luftvärnsregemente           | 1957-07-01 | – | 1974-12-31 |
| Roslagens luftvärnsregemente                  | 1975-01-01 | – | 1994-06-30 |
| Roslagens luftvärnskår                        | 1994-07-01 | – | 2000-06-30 |
| Avvecklingsorganisation Norrtälje             | 2000-07-01 | – | 2001-06-30 |

| A 11  | 1941-10-01 | – | 1942-09-30 |
| Lv 3  | 1942-10-01 | – | 2000-06-30 |
| Ao No | 2000-07-01 | – | 2001-06-30 |

| Stockholms garnison (F) | 1941-10-01 | – | 1953-03-05 |
| Norrtälje garnison (F)  | 1952-10-01 | – | 2001-06-30 |
| Väddö skjutfält (Ö)     | 1940       | – | 2000-06-30 |

## Galleri

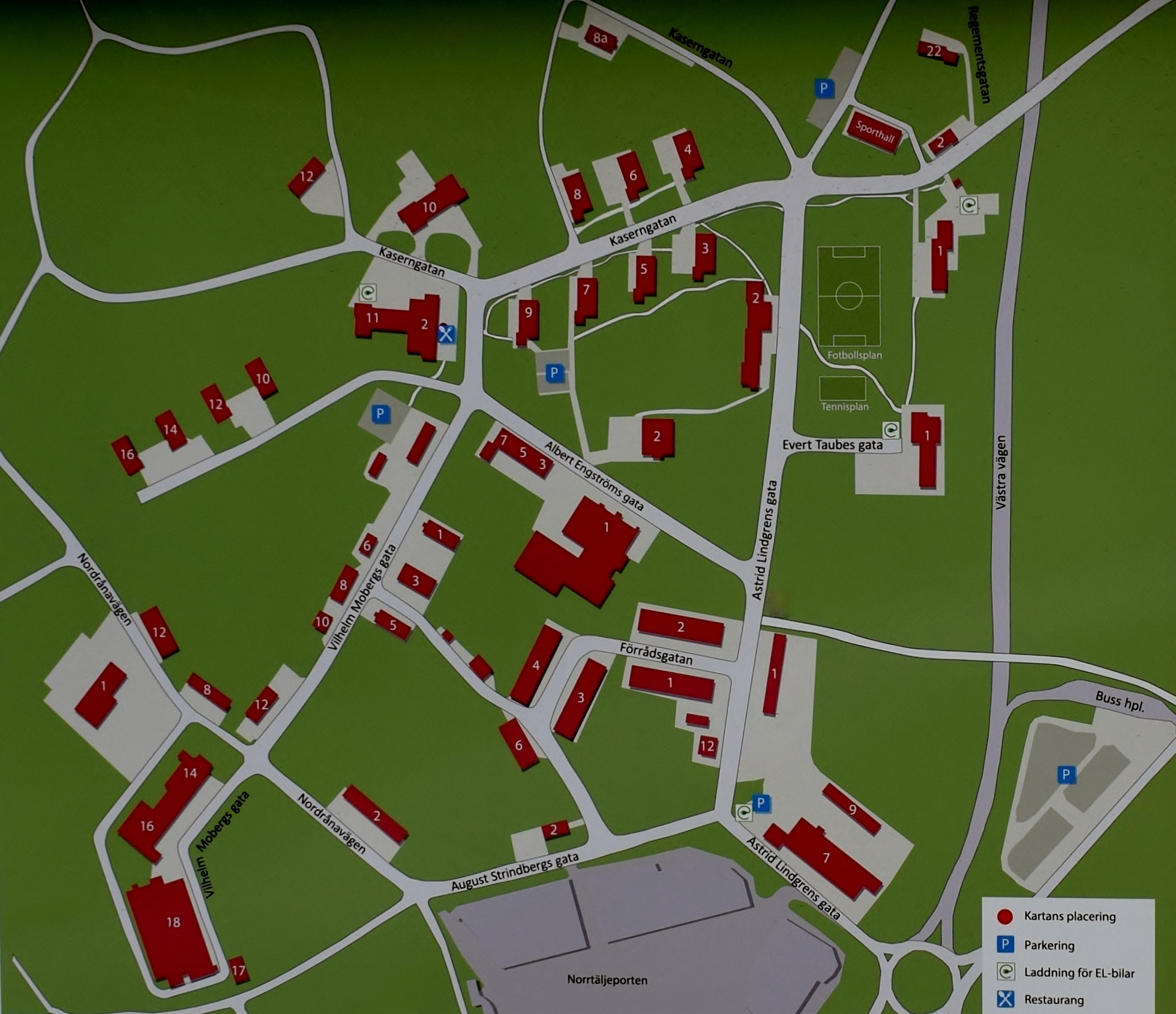
Orienteringsbild över kasernetablissementet
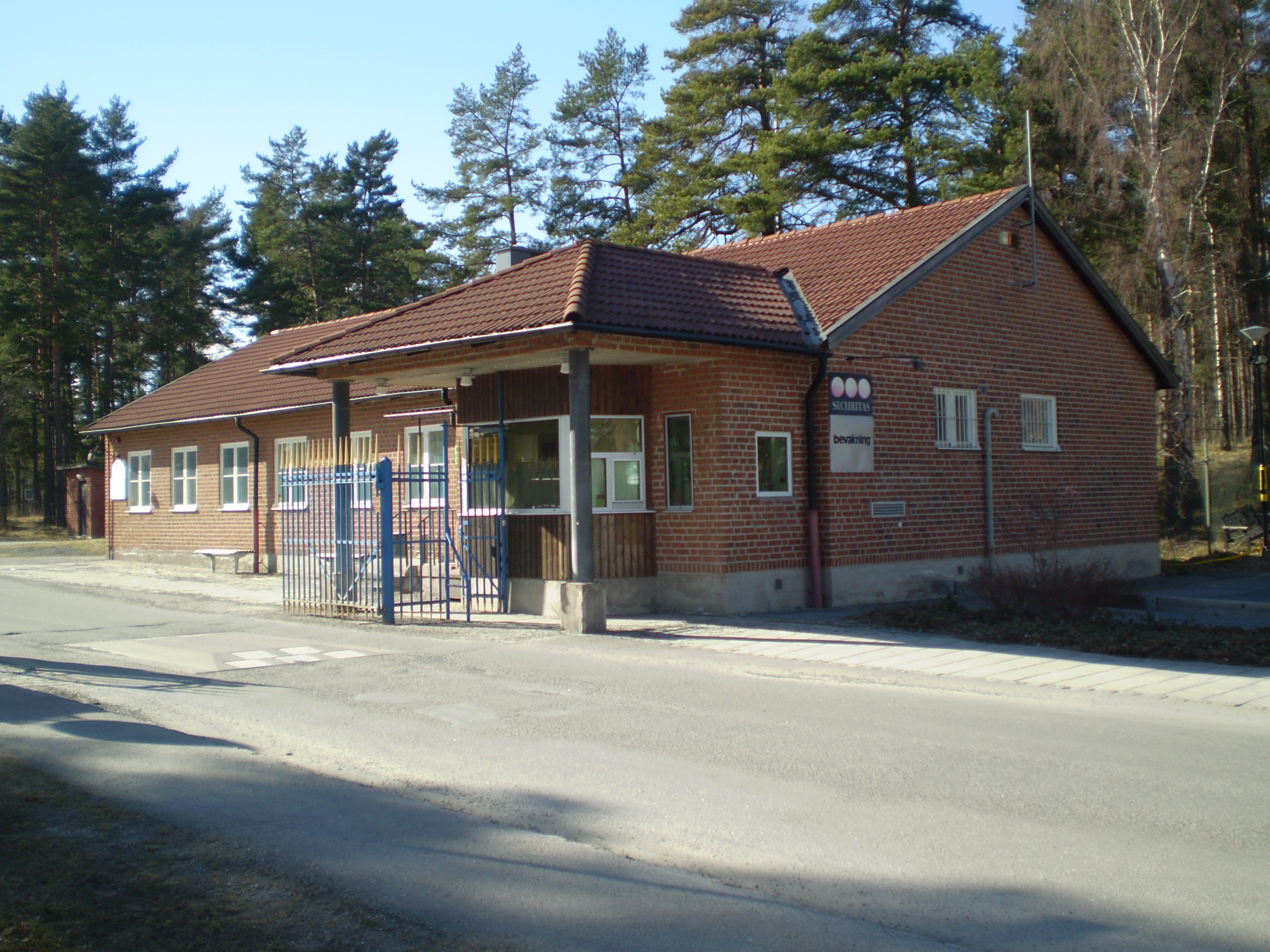
Kasernvakten
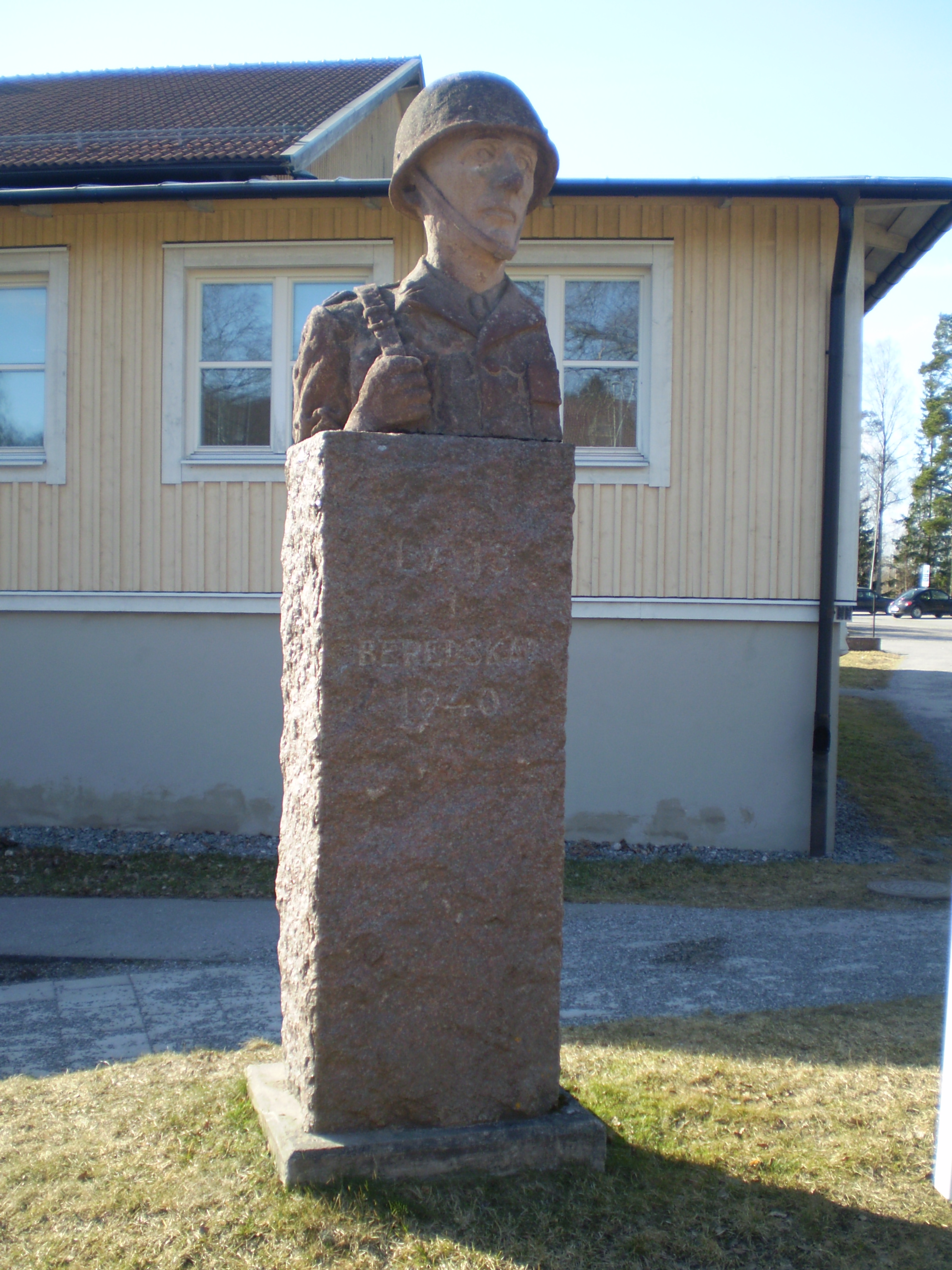
Beredskapsmonument från 1940
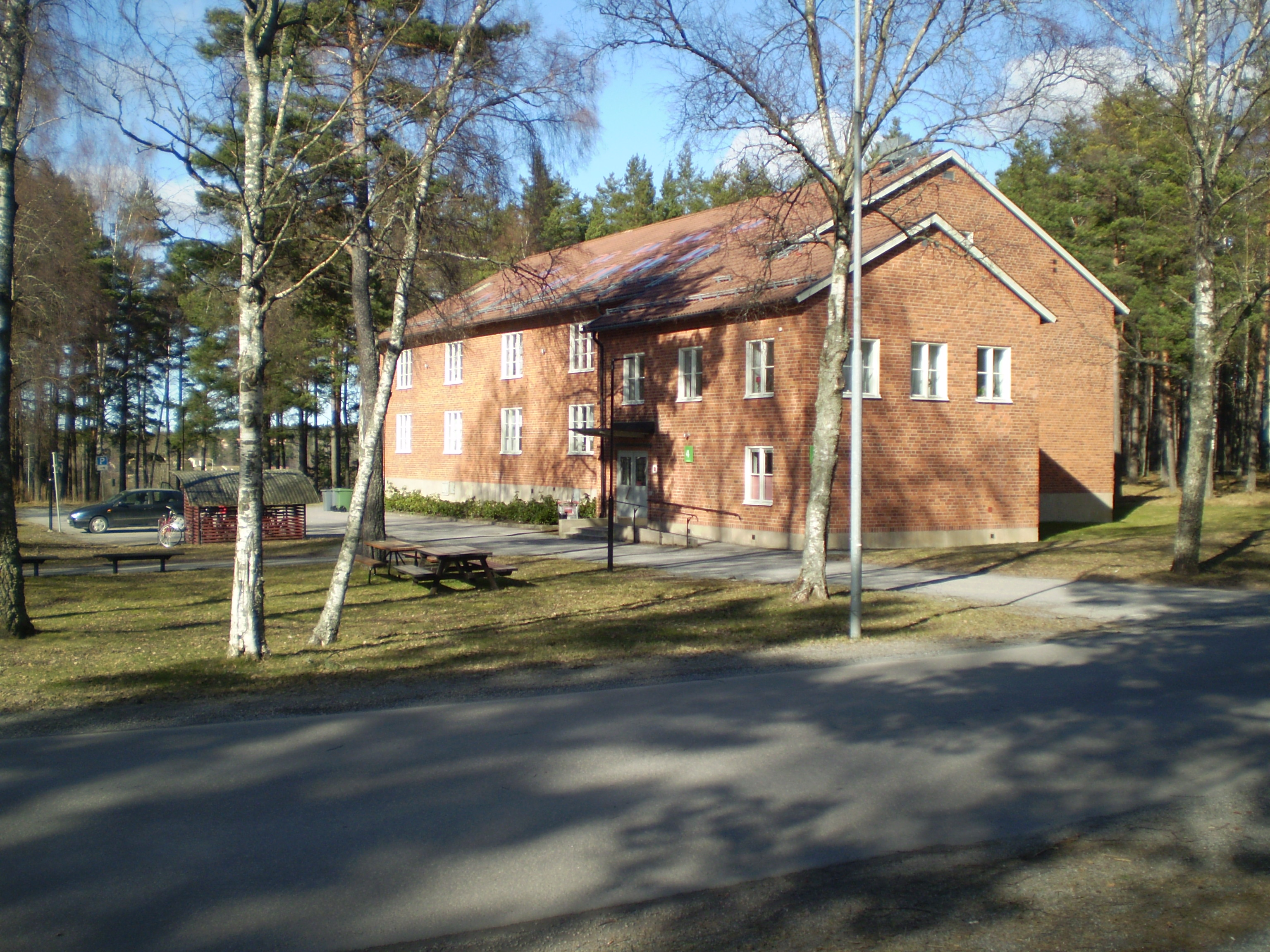
Kasernbyggnad
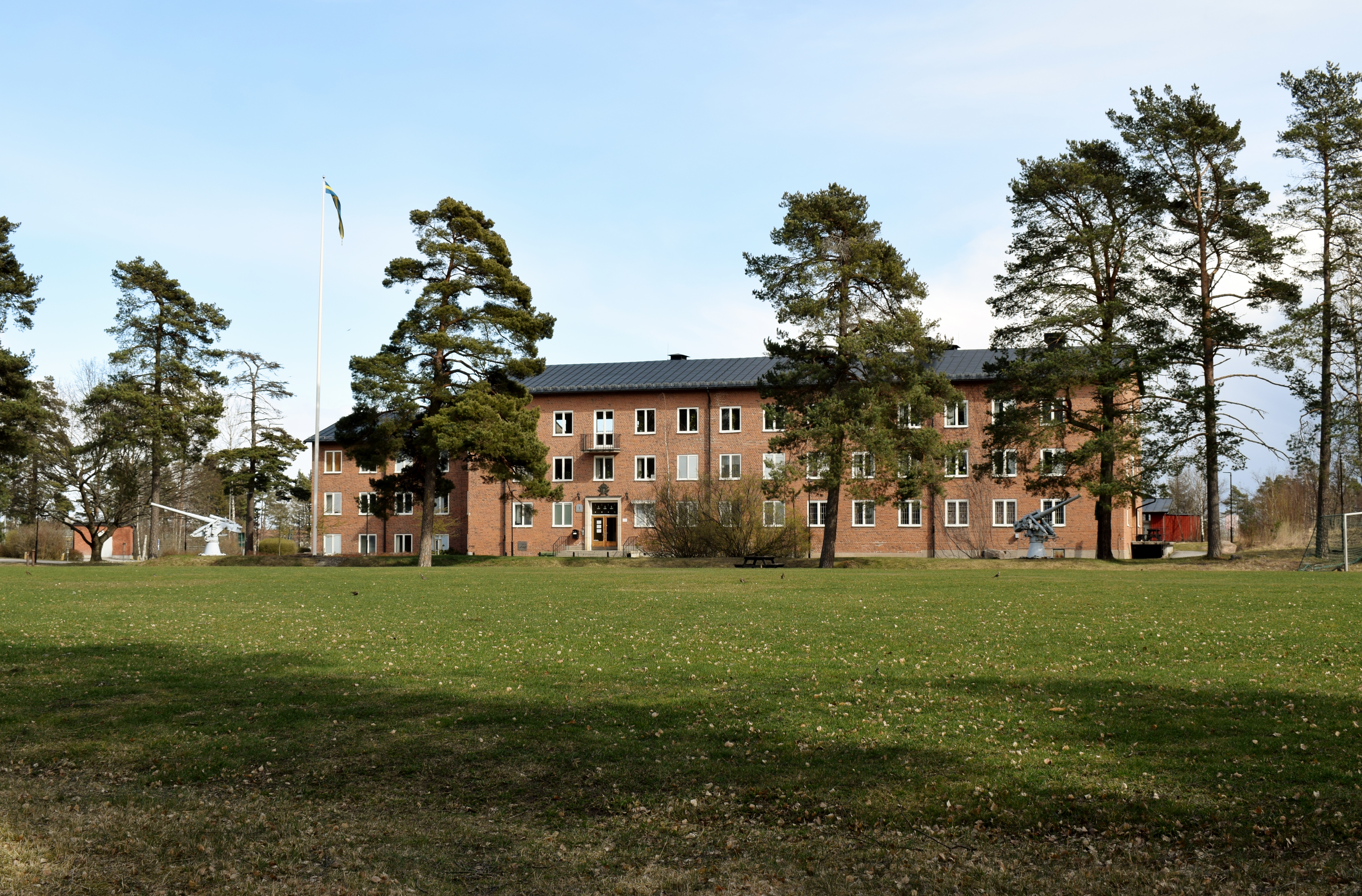
Kanslihuset
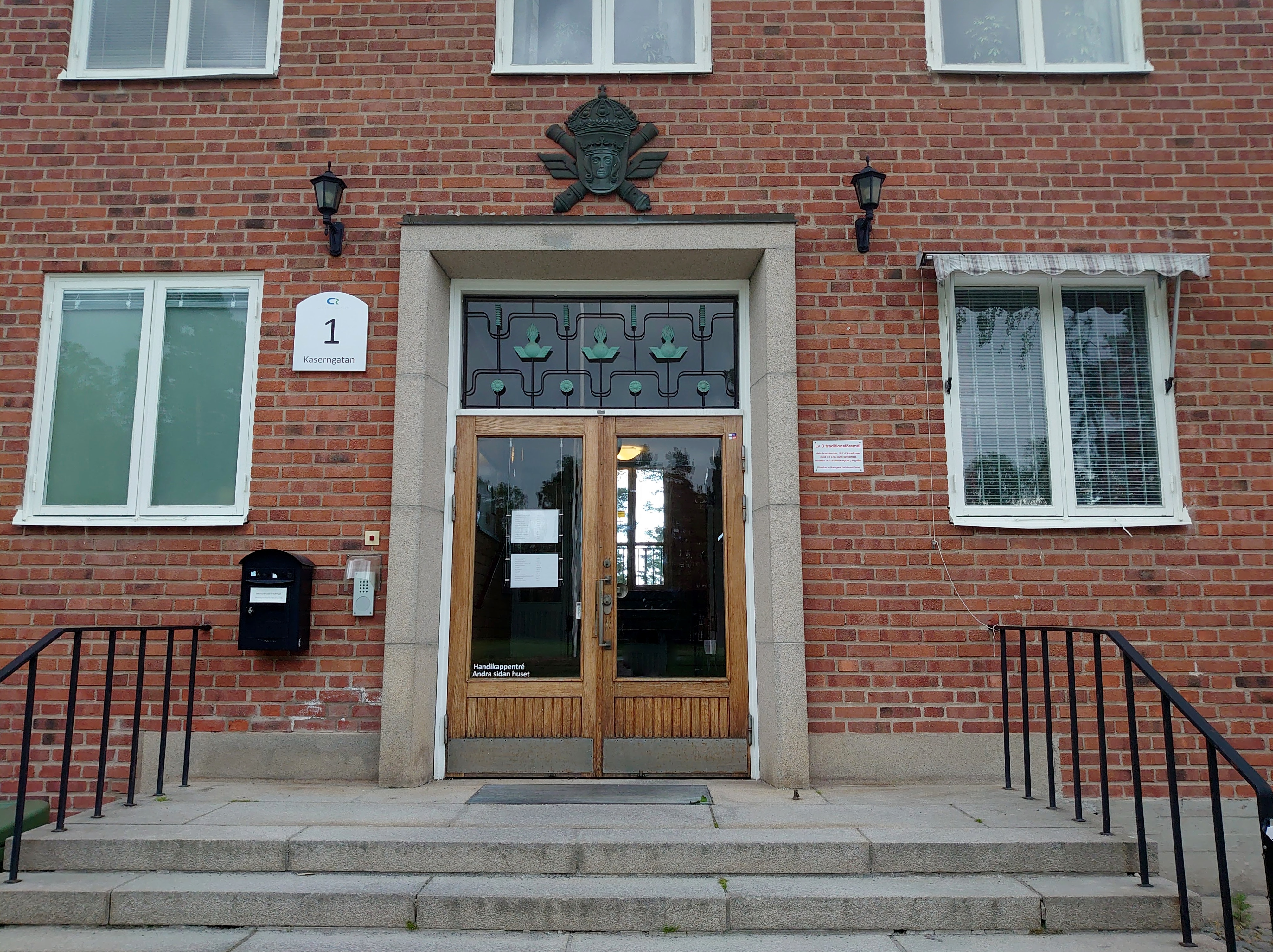
Entrén till kanslihuset
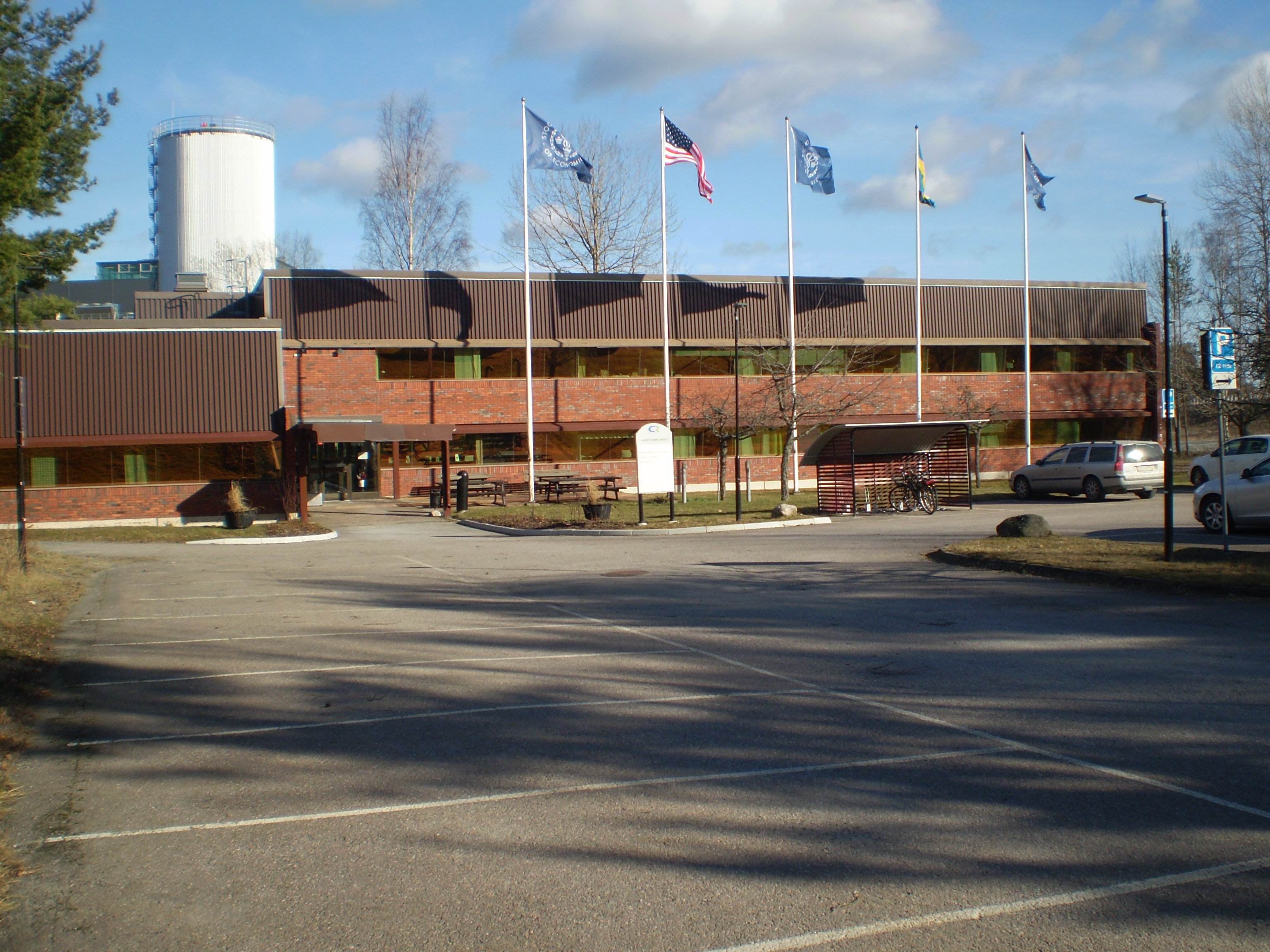
Stabsbyggnad
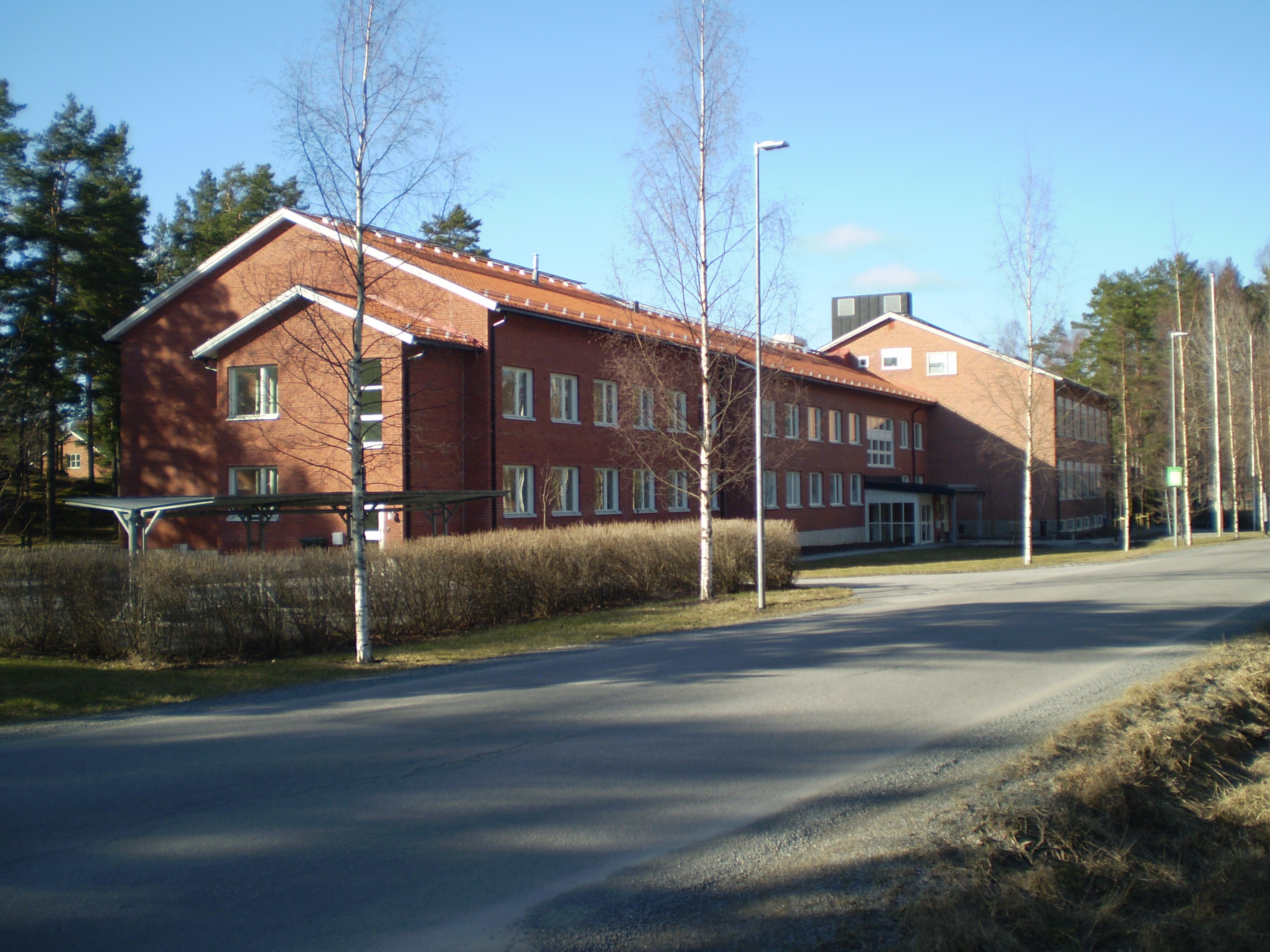
Skolbyggnad
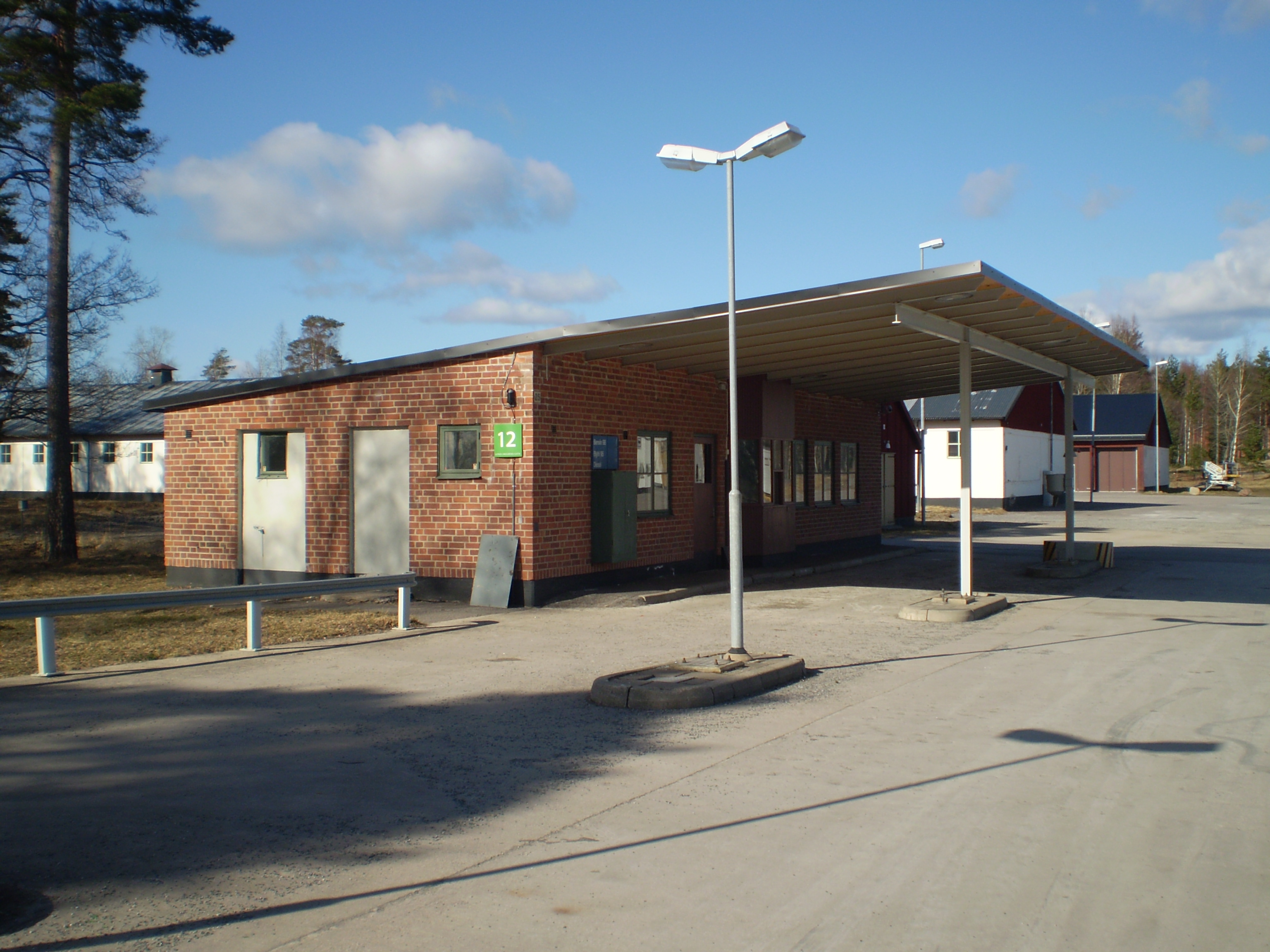
Före detta drivmedelsstation
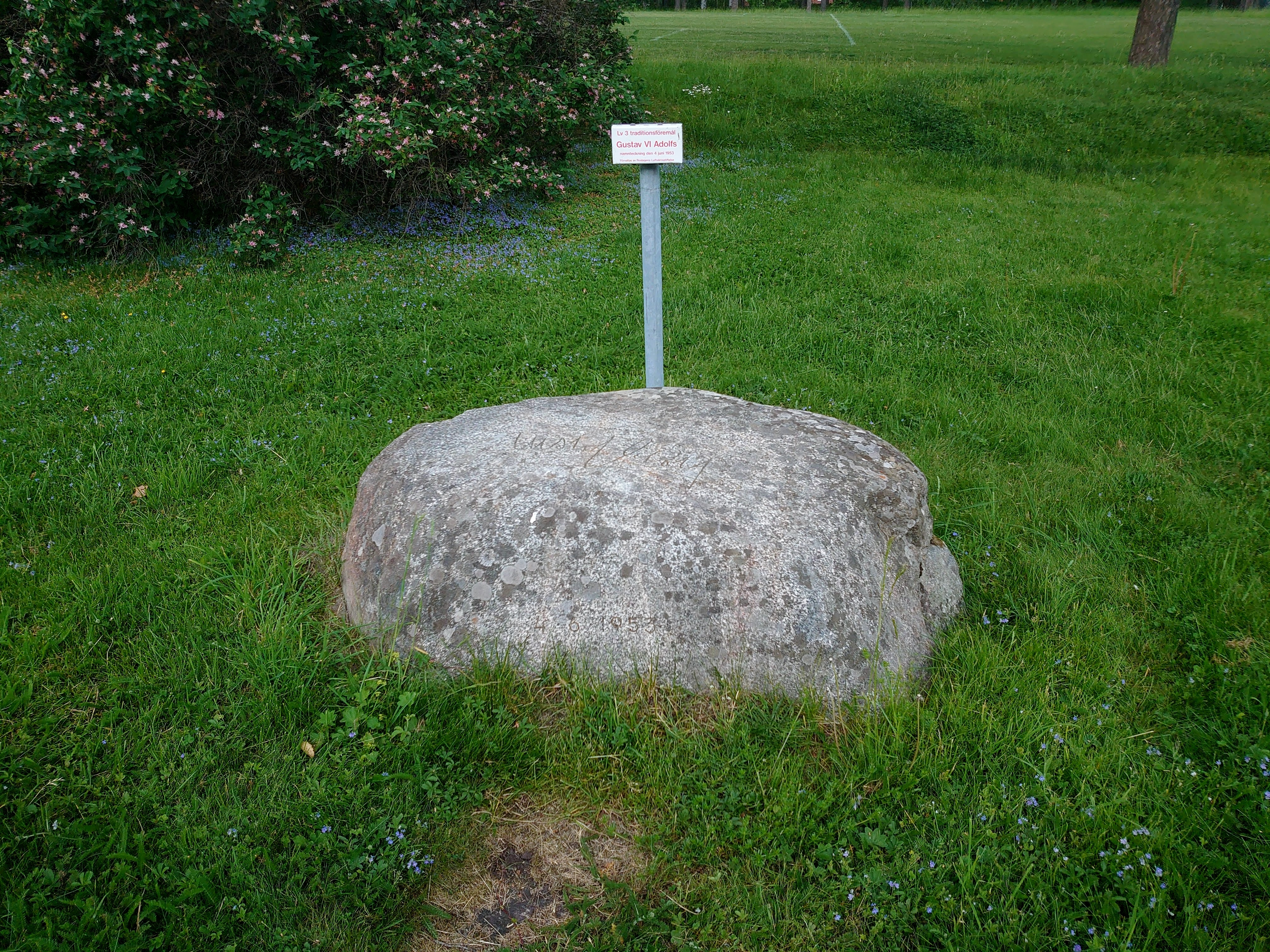
Minnessten med Gustav VI Adolfs namnteckning
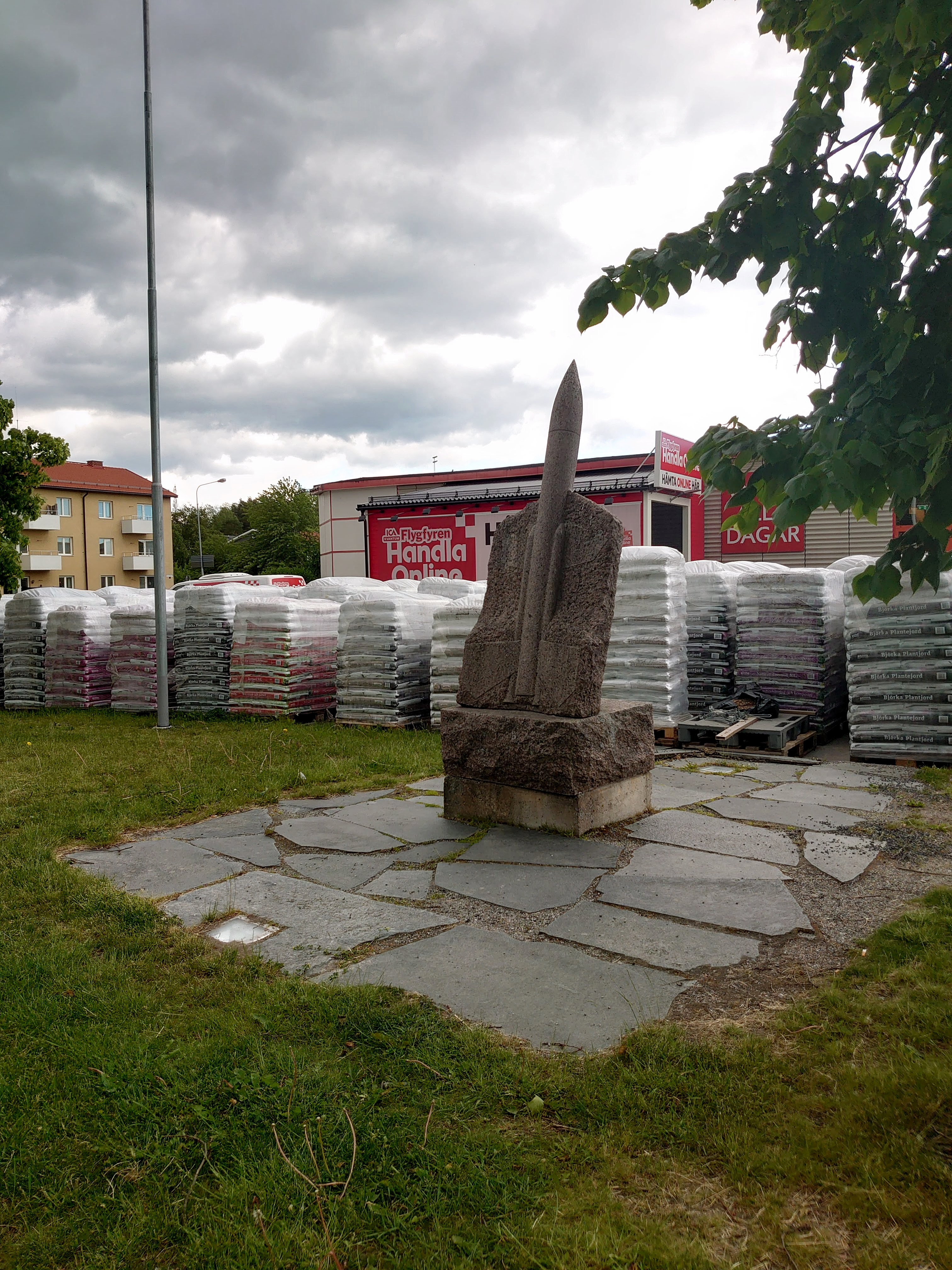
Minnessten över Roslagens luftvärnskår
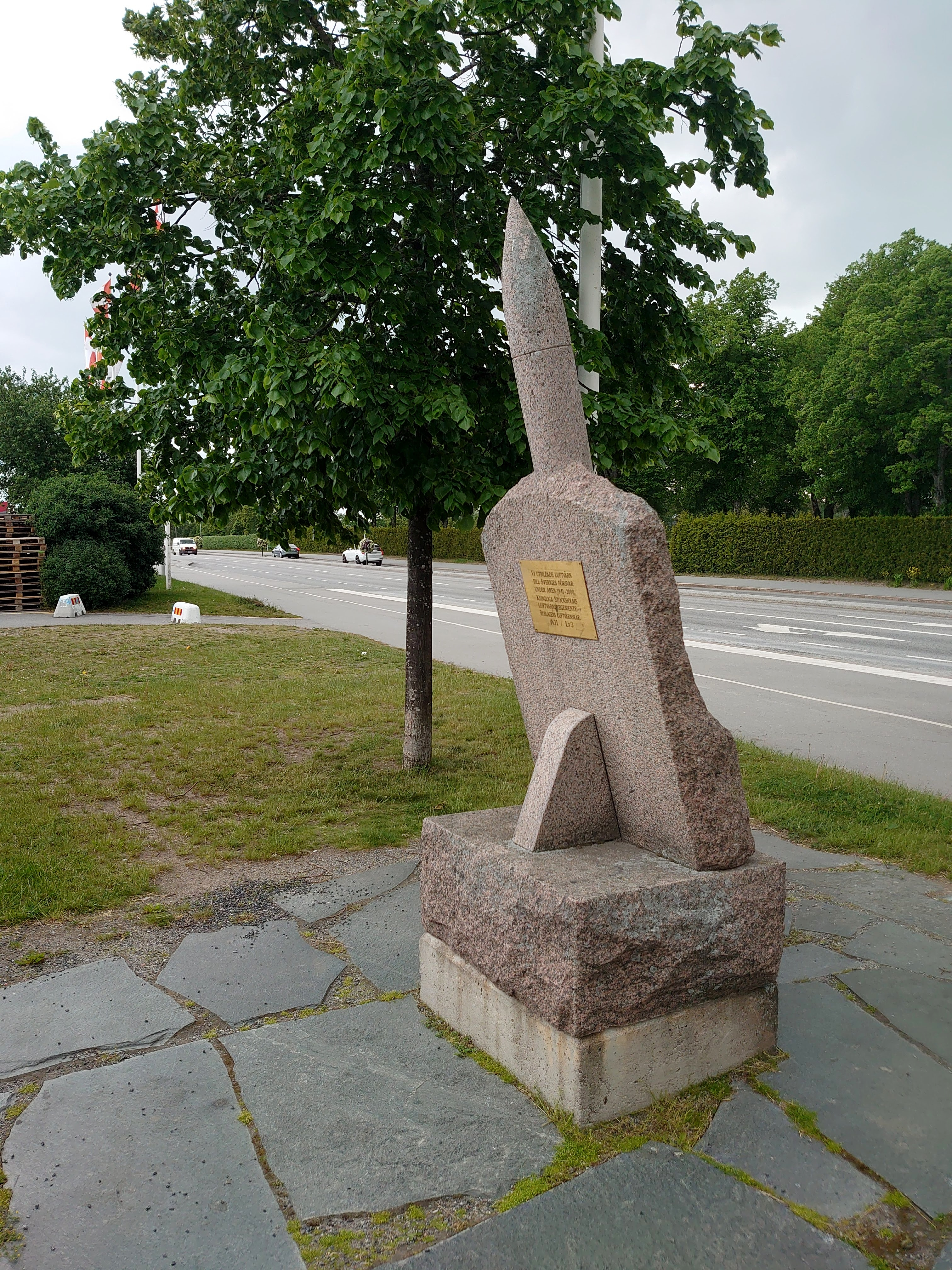
Minnessten över Roslagens luftvärnskår